# Field Trip (Kik Tracee)
Field Trip è il primo EP dei Kik Tracee, uscito nel 1992 per l'Etichetta discografica RCA Records.
Il disco ha avuto buone recensioni.

## Tracce
1. Outta My Bed – 4:23
2. Field Trip – 6:27
3. In Trance – 4:27
4. Walking With a Dead Girl – 6:26
5. Drop in the Ocean – 4:20
6. Blood Brother – 7:29

## Formazione
- Stephen Shareaux - voce
- Michael Marquis - chitarra
- Gregory Hex - chitarra
- Rob Grad - basso
- Johnny Douglas - batteria